# Харт, Меган Мари
Меган Мари Харт (англ. Megan Marie Hart, ˈmɛɡɪn məˈɹiː ˈhɑɹt; род. 1983, Санта-Моника, США) — американская оперная певица (Лирико-драматическое сопрано), известная как исполнительница ролей Аи́да, Донна Анна, Луиза Миллер, Мадам Баттерфляй, и То́ска.

## Биография
Она родилась в Санта-Монике в 1983 году и выросла в Юджине, штат Орегон.
Её прадедушка и прабабушка были выходцами из России и эмигрировали в Америку в 1903 году.
Получила степень бакалавра музыки и магистра музыки в Музыкальной консерватории Оберлина, училась в музыкальной школе Манхэттена в Нью-Йорке, затем училась в Музыкальная академия Запада.
В 2007—2010 годах выступала в Сиэтлской опере.
В январе 2012 года состоялся её дебют в Карнеги-холле.
С 2015 по 2020 год работала в Детмольдской опере (Германия).
С 2020 года она работает в Государственном театре Дармштадта (Германия).
В 2023 году она впервые спела Татьяна в Евге́ний Оне́гин на русском языке.
Многие любители оперы считают её одной из лучших ныне живущих оперных певиц.

## Избранные партии
- Р. Вагнер
  - Эльза Брабантская — «Лоэнгрин»
- Дж. Верди
  - Аи́да — «Аи́да»
  - Дездемона — «Отелло»
  - Джильда — «Риголетто»
  - Луиза — «Луиза Миллер»
- Ш. Гуно
  - Джульетта Капулетти — «Ромео и Джульетта»
  - Маргарита — «Фауст»
- Моцарта
  - Арминда — «Мнимая садовница»
  - Донна Анна — «Дон Жуан»
  - Констанца — «Похищение из сераля»
  - Фьордилиджи — «Так поступают все женщины»
- Дж. Пуччини
  - Лиу — «Турандот»
  - Мими — «Богема»
  - То́ска — «То́ска»
  - Чио-Чио-сан (мадам Баттерфляй) — «Мадам Баттерфляй»
- П. И. Чайковского
  - Татьяна — «Евгений Онегин»
- Р. Штраус
  - Хрисофемида — «Электра»

## Фильмография
- 2010 — Гендель, Георг Фридрих Альцина (Альцина)[10]